# Людмил Сандов
Людмил Кръстев (Сандов) е български политик, член на СДС, кмет на Община Монтана през периода октомври 1991 – октомври 1995 г., секретар на президента на Република България (1997 – 2001), заместник областен управител на област Монтана (2011 – 2012).

## Биография
Роден е на 20 февруари 1961 г. в София, в семейството на юрист и гимназиална учителка. Средно образование завършва през 1979 г. в Природо-математическа гимназия в Михайловград. Като ученик спортува активно в детско-юношеската школа по футбол. Служи в ШЗО „Христо Ботев“ в Плевен и после в София. През 1986 г. завършва висше образование в Юридическия факултет на СУ „Климент Охридски“ по специалността „Право“ с квалификация „юрист“.
Започва работа през 1987 г. в Софийския градски съд, където работи като стажант съдия. От 1988 до 1991 г. е младши съдия в Окръжния съд в Михайловград, след това е районен съдия в Районния съд в Берковица и заместник-председател на ВОИК при Областния народен съвет.
След политическите промени през 1989 г. се включва активно в политическата дейност – съучредител е на Клуба за гласност и демокрация в Михайловград, председател е на местна организация на синдикат „Подкрепа“ (1990 – 1991).
През 1991 г. кандидатурата му е издигната от СДС за кмет на Община Монтана. Като кмет управлява градската община 1 мандат през периода 1991 – 1995 г. Участва активно в предизборната кампания на президента Петър Стоянов в ръководството на предизборния му щаб през 1996 г. През периода 1997 – 2002 г. работи като секретар за връзки с Народното събрание при Администрацията на президента на Република България.
През 2005 – 2006 г. е управител на „Мобил проект ООД“. От 2007 г. е адвокат от Адвокатската колегия в Хасково. През 2011 г. е назначен за заместник областен управител на област Монтана
През 2011 г. е кандидат за кмет на Община Монтана от политическа партия ГЕРБ, но не успява да спечели изборите на 23 ноември с.г. Умира в Монтана на 29 декември 2012 г. 

## Политическа дейност
За кмет на Община Михайловград е избран в изборите на 23 октомври 1991 г. През този период се поставя начало на прехода към демокрация и пазарна икономика, започва извършването на важни промени в обществения живот на града и общината. Извършва се реорганизация и се създава нова структура на общинската администрация. Разделена е изпълнителната власт (кмет) от разпоредителната власт (общински съвет) – 1991 г. Премахната е наредбата за ограничаване приемането на нови жители в града. Въвежда се прозрачност в действията на общинската администрация с провеждане на конкурси за всяко работно място. Започва внедряването на компютърна техника на възлови места в общинската администрация.
През 1991 – 1992 г. е тревожно снабдяването на населението със стоки и услуги от първа необходимост поради дефицит, наличието на високи цени и съществуващия монопол на държавните структури. Общинската власт наследява купонна система за важни хранителни продукти. Работи се за създаване на условия за демонополизиране на държавния сектор в производството и търговията с хранителни продукти чрез разкриване на редица частни обекти. През мандата са регистрирани общо 17 производители на хляб, 4 на мляко и млечни произведения, 5 на месо и месни продукти и 2 на олио. Делът на частната търговия достига 75 % в края на мандата. Премахва се монопола на общинските и кооперативни фирми в сферата на търговията и производството на хранителни стоки. Утвърждава се разносната търговия, развиват се пазарите за селскостопански продукти, за леки коли и за промишлени стоки.
Към общинския съвет е изградена Постоянна комисия по собствеността и приватизацията – приватизирани са общински фирми, извършва се реституция и се възстановява отнетата собственост на граждани върху национализирани предприятия, работилници, магазини и ателиета. Извършва се финансова децентрализация, приемат се наредби за регламентиране на основни дейности в живота на общината. Наредбите са съобразени с променящата се законова база и прохождащата пазарна икономика. Приета е нова приватизационна програма, общинските фирми се преобразуват в ЕООД, а неефективните се закриват, реализирани са редица приватизационни сделки. В селското стопанство започва процес на възстановяване на собствеността върху земеделските земи в резултат на дейността на Общинската поземлена комисия.
През този период намаляват приходите от местната икономика поради закриването на предприятия и намаляване на производството. Това води до ежегодно увеличаване на неразплатените общински разходи, които достигат 39,5 млн. лв. за 1994 г. при общински бюджет 565 млн. лв. Постепенно намалява безработицата, макар да остава твърде висока – 26,8% през 1994 г., ежегодно се прилагат програми за временна заетост.
В строителството общината се ангажира с проектно осигуряване на обектите за строителство, с подготовка и провеждане на търгове и конкурси за изпълнители на обектите. Издадени са заповеди за спиране на незаконното строителство и премахване на незаконните постройки.
В областта на инфраструктурата се поставя начало на газоснабдяването на града. Сключен е рамков договор за цялостно газифициране на града и за финансиране на първия клон на бъдещия газопровод – до болницата. Дейността започва в края на 1992 г. когато е направена първата копка, изграден е газопровод до Районната болница и е направена нова пароцентрала. Газифицирани са 4 фирми и е изготвен проект за 2 км газопровод за снабдяване с газ на училища, детски градини и други учреждения. Газифицирането има значителен икономически и екологичен ефект. В транспорта са издадени 120 разрешителни за държавни и частни автобуси и 170 за таксиметрови коли.
В благоустройството и комуналното стопанство са закупени нова метачна машина и машини за рязане на асфалт, с което се подобрява чистотата в града и качеството на извършваните ремонтни работи. Асфалтирани са 5 улици, изкърпва се асфалтовата настилка и се изграждат нови тротоарни настилки. За подобряване на условията в спорта са построени нови трибуни на стадион „Огоста“ и ново тренировъчно игрище.
В здравеопазването съществува недостатъчно държавно финансиране, открита е трапезария за диетично хранене и обслужване на социално слаби граждани.
В образователната сфера са извършени необходимите основни и частични ремонти на сградния фонд на училищата.
В културния живот се осъществява децентрализация, провеждат се прояви от национален и международен характер, привличат се спонсори за тяхното осъществяване. През 1991 г. е отбелязана тържествено 100-годишнината от обявяването на селището Кутловица за град (1891 г.); възстановено е ежегодното провеждане на празника на града „Св. Дух“ (1992 г.). Проведени са Международен младежки фолклорен фестивал (1993, 1995 г.) и Празници на духовите оркестри „Дико Илиев“ (1992, 1994 г.). Възстановено е общинското знаме на основа на фердинандското знаме от 1935 г. с бяло и синьо и родния трикольор, и е обявен конкурс за пластичен герб на града. През 1992 г. Общинският съвет утвърждава новия герб, знамето на града и Почетна грамота за особени заслуги към Община Монтана. С протокол № 10/20.02.1992 г. Общинският съвет предлага промяна на името на града. С указ № 10/Дв., бр. 8/1993 г. на президента на Република България Михайловград е преименуван на Монтана. На 5 май 1995 г. е открит паметник на централния площад в чест на загиналите жители на града във войните за национално освобождение и обединение на България.
По време на мандата са направени опити за демонтиране на паметниците на Христо Михайлов и на Септемврийци, но поради протести на една част от жителите на града, действията на общинската власт са осуетени.
Мандатът на Людмил Сандов завършва с изборите на 25 октомври 1995 г., които са спечелени от Пенка Йорданова.